# Åland
Åland (en sueco, Åland; en finés, Ahvenanmaa) o Alandia es un archipiélago y región autónoma de Finlandia situado en el mar Báltico, entre Suecia y la Finlandia continental. La población de las islas era de 28 983 habitantes el 31 de diciembre de 2015, de los cuales 11 461 (39%) vivían en la capital, Mariehamn (en finés, Maarianhamina). El único idioma oficial es el sueco, y el 93,5% de la población lo habla como lengua materna (2001).
Geográficamente, Åland está formada por más de 6700 islas, islotes y escollos. Fasta Åland, la isla principal, representa el 70% del área total del territorio, y un 90% de la población vive allí. La provincia consta administrativamente de 16 municipios, entre los cuales Mariehamn es el único que tiene el rango de ciudad.
La región de Åland es una de las 19 con las que cuenta la organización político-administrativa regional de la República de Finlandia desde la reforma de 2009. Tiene un alto grado de autonomía, por lo que las funciones del Gobierno Provincial difieren de las asignadas a las otras regiones. El Estatuto de Autonomía garantiza, entre otros, la posición predominante del idioma sueco en el territorio provincial. Åland es miembro asociado del Consejo Nórdico.

## Etimología
En las lenguas nórdicas, la palabra å tiene relación con "agua" y se traduce como "arroyo" o "río pequeño", por lo que el nombre del archipiélago significa "país del agua", aunque las islas carecen de ríos. Los nombres finlandés y estonio de la isla, respectivamente Ahvenanmaa y Ahvenamaa, significan "tierra de la perca" y se ha postulado que Åland puede ser una traducción parcial de este nombre, en la cual la paronomasia hizo que ahve, "perca" en finés se interpretase como una forma del nórdico ahva "agua" (del latín acqua) y se retradujese al sueco como å. En español el nombre del archipiélago también aparece transcrito como Aaland.

## Historia

### Orígenes
Las islas surgieron del mar aproximadamente en el año 8000 a. C. debido a un proceso de ajuste postglacial. Alrededor del 2500 a. C. se establece la Cultura de la cerámica cordada, que fabricaba divinidades de barro con forma humana, como las halladas en el yacimiento de Jettböle. Su historia data de hace 6000 años, cuando los primeros cazadores y pescadores se trasladan por primera vez a la isla.
Durante la Edad del Bronce (1500-1000 a. C.), las islas se poblaron en su totalidad (cultura de Sundby), pero los cambios climáticos del 400 a. C. provocaron una disminución fuerte de la población, que no se recuperaría hasta finales del año 800.
Se cree que las islas fueron pobladas por los escandinavos durante el siglo X, por los antiguos vikingos suecos, y que pertenecieron al reino de Suecia. Se construyeron granjas y se introdujo el cristianismo. En 1300 pasaron a formar parte del obispado de Åbo (actualmente Turku, Finlandia), y en 1388 se edificó por primera vez el castillo de Kastelholm. Desde el siglo XV formaron parte del ducado de Finlandia, que pertenecía a Suecia, y Kastelholm fue la capital. En 1442 se ratificó el código legal del rey Cristóbal, gracias al cual los isleños podían comerciar con Åbo y Estocolmo.
En 1472 se fundó por primera vez el monasterio de Kökar, y en 1507 una flota danesa comandada por Sören Norrby arrasó Kastelholm. En 1521-1523 las islas se vieron involucradas en la guerra sueco-danesa de Gustavo I de Suecia. En 1556 el duque Jan de Suecia constituyó Åland y Åboland como un feudo, y en 1571 el rey Erico XIV de Suecia y Karin Månsdotter permanecieron como prisioneros en el castillo de Kastelholm.
En 1634 las islas pasaron al condado de Åbo y Björneborg, y desde 1638 se estableció un servicio de correos entre las islas con Suecia y Finlandia, privilegio real que tuvo que pagar el campesinado. En 1639 se creó en Saltvik la escuela Ålands pedagogi.

### Ocupación rusa
En 1714 el zar de Rusia Pedro I el Grande venció a la Armada sueca en una batalla naval, y en 1743 fueron ocupadas temporalmente por los rusos. Las islas fueron devastadas y la mayor parte de la población decidió refugiarse en Suecia. En 1718 suecos y rusos firmaron la paz de Vårdö, y los suecos mantuvieron la posesión de las islas. En 1765 los isleños recibieron el privilegio de comerciar con quien quisieran. En 1795 F.W. Radloff hará el primer censo, y en 1796 se creará un telégrafo. 
En 1808 los rusos ocuparon las islas y acuartelaron tropas en Kumlinge, hecho que provocó una fuerte sublevación campesina que los dejó fuera de combate. Pero por el tratado de Fredrikshamn de 1809, la totalidad de Finlandia pasó a manos de Rusia. Formarían parte del gobierno de Åbo-Björneborg, dentro del ducado de Finlandia. En 1820 el zar Nicolás I mandó construir la fortaleza de Bomarsund en la villa de Skarpans; en 1828 se instala una oficina de correos en Eckerö, y en 1835 una escuela de navegación en Godby. 
Durante la guerra de Crimea de 1854, la flota franco-británica, comandada por el francés Achille Baraguey d'Hilliers, destruyó la fortaleza de Bomarsund. Por la Convención de Åland de 1856, firmada por Rusia, Francia y Reino Unido, se acordó asimismo que las islas no serían nunca más fortificadas y son declaradas zona desmilitarizada y de libre comercio. Esto provocará un fuerte desarrollo económico de los campesinos. Tanto así, que en 1908 el ministro ruso Iswolski, que intentaba hacerlo, tuvo que desistir por las protestas británicas. La capital de la isla, Marienhamn, no se fundaría hasta finales de 1861, en las cercanías de la villa de Övernäs en Jomala. En 1886 también se formaría una colonia de artistas suecos en Önningeby, dirigida por Victor Westerholm, y en 1895 comenzaría a funcionar en Finström el Instituto Popular de Åland.
Los rusos fortificaron las costas en noviembre de 1915, en plena Primera Guerra Mundial, hecho que provocaría las protestas en mayo del 1916 de Gustav Stefens, dirigente del Partido Activista Sueco, que pedía su anexión a Suecia. 
Cuando en 1917 se proclama la independencia de Finlandia, los alandeses reclaman el derecho de autodeterminación para unirse a Suecia en el Ateneo de Åland el 20 de agosto de 1917, con el apoyo tanto del gobierno como del pueblo sueco. El 2 de febrero de 1918, los alandeses pidieron ayuda oficialmente a los suecos con vistas a la anexión, con un pliego de firmas de la mayor parte de la población adulta, ya que en Godby se producen enfrentamientos entre los Guardias Rojos y el cuerpo de los Nystad (Uusikaupunki). Así, el 23 de febrero Suecia les envió 600 soldados y ocupa militarmente las islas, pero las abandona el 3 de marzo. Este hecho lo aprovecharon los alemanes para organizar un gobierno pro alemán en Eckerö con un parlamento no elegido, con el fin de dar apoyo a los independentistas finlandeses, y de este modo ocupar también las islas.

### Autogobierno con Finlandia

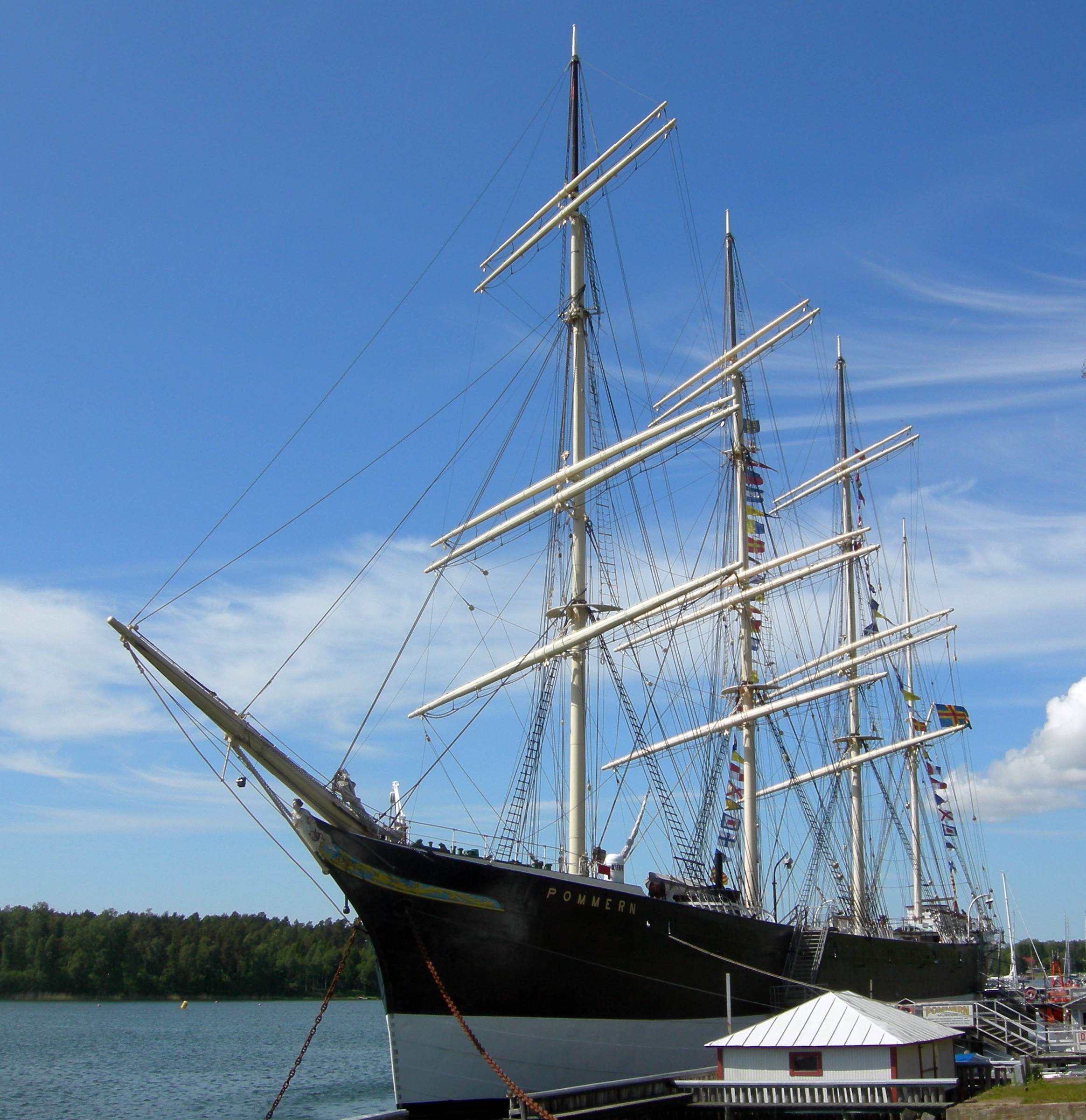
El Museo-Barco Pommern está anclado en el más occidental de los dos puertos de Mariehamn, Västerhamn.

Los alemanes abandonaron Åland el 10 de junio de 1919 ya que fue ocupado por Finlandia. Tres representantes de las islas participaron en la Conferencia de París de 1919. En 1920 el gobierno finlandés garantizó a los isleños la autonomía, pero no el derecho de secesión, de manera que la cuestión fue transferida a la nueva Sociedad de Naciones, ya que los activistas alandeses Julius Sundblom y Carl Björkman fueron acusados de alta traición y tuvieron que abandonar las islas. 
En junio de 1921 la Sociedad de Naciones declara que Finlandia tiene la soberanía sobre las islas, pero dice que ciertas condiciones pertenecientes a la identidad nacional serán incluidas en la legislación autonómica ofrecida por Finlandia, y que las islas serán declaradas zona neutral y no fortificada. De esta manera, el 9 de junio de 1922 (día nacional de las islas) el gobierno finlandés de Rafael Erich concede un fuerte grado de autonomía a los isleños a cambio de que no reconozcan las reivindicaciones suecas. Gozarán de un parlamento autónomo o Landsting y de un gobierno propio presidido por un Lantrad (primer ministro); el sueco será cooficial y será la única lengua en la enseñanza.
Se celebrarán también las primeras elecciones al parlamento local. Julius Sundblom (1865-1945) será el primer presidente y líder del movimiento popular de retorno a Suecia. En 1938 los gobiernos sueco y finlandés aprobaron el Plan de Estocolmo para la militarización de las islas, lo que provoca las protestas de los isleños y del gobierno soviético, razón por la cual al final no se lleva a término. Aun así, se van a construir fortificaciones desde 1939 hasta 1944, que se demolerán al acabar la guerra.
Después de la Segunda Guerra Mundial, en 1947 las nuevas grandes potencias (EE. UU. y URSS) garantizaron la neutralidad y desmilitarización de las islas. No obstante, el gobierno finlandés aprobó en 1951 una «Ley de Revisión de la Autonomía», merced a la cual se le otorgó independencia en la legislación de asuntos internos y control autónomo sobre la economía de las islas. Además, esta Ley no podría ser anulada o enmendada por la Eduskunta finlandesa sin consentimiento del Landsting alandés. En 1954 se aprobó asimismo el uso oficial de la bandera de las islas.
Desde 1970 el archipiélago es miembro del Consejo Nórdico. En 1978 se construyó un nuevo edificio de gobierno, y desde 1984 tienen la autorización para emitir sellos de correo propios, siendo miembro del Small European Postal Administration Cooperation.

## Gobierno
Åland es gobernado de acuerdo con la ley de autonomía de Åland (självstyrelselagen, 16-8-1991/1144) y otros tratados internacionales. Estas leyes garantizan la autonomía de estas islas de Finlandia que es quien ostenta su soberanía, así como su estatus desmilitarizado (ya que sus habitantes no están sujetos al reclutamiento). El gobierno de Åland, también llamado Landskapsregering, responde primero ante el Parlamento de las islas, Lagting, de acuerdo con los principios del parlamentarismo.

Aunque la autonomía de Åland fue anterior a la creación de las regiones de Finlandia, el gobierno autónomo de Åland también tiene la responsabilidad de las funciones llevadas a cabo por los consejos regionales de Finlandia.

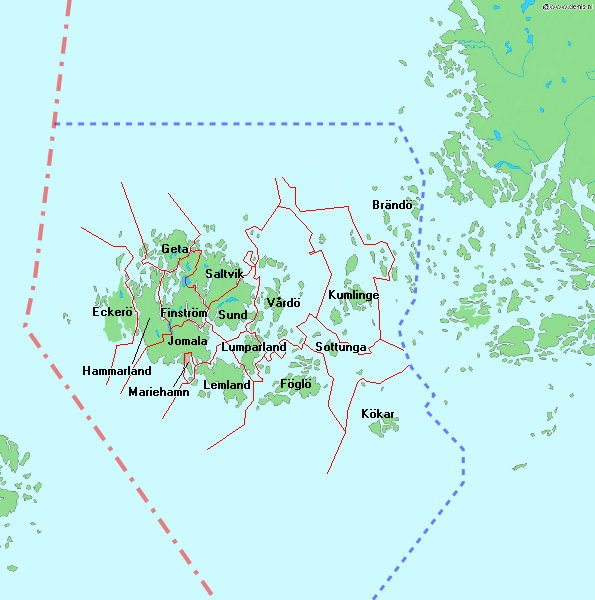
Mapa del archipiélago de Aland y del archipiélago de Turku.

La representación de las islas en el parlamento finlandés está compuesta de un único representante. Por otra parte, Åland tiene un sistema de partidos políticos distintos a los del resto del estado.

### Municipios
Åland está organizado en 16 municipios.
| - Brändö - Eckerö - Finström - Föglö | - Geta - Hammarland - Jomala - Kumlinge | - Kökar - Lemland - Lumparland - Mariehamn | - Saltvik - Sottunga - Sund - Vardö |

### Administración
El Departamento de Estado de Åland representa al gobierno central finlandés y realiza muchas tareas administrativas. Debido a su autonomía, su función es algo diferente a la de las demás Agencias Administrativas Regionales. Antes de 2010, la administración del Estado estaba a cargo de la Oficina Provincial del Estado de Åland.
Åland tiene su propia administración postal, pero sigue utilizando el sistema finlandés de códigos postales de cinco dígitos, utilizando el rango de números 22000-22999, con el prefijo AX. El código postal más bajo es el de la capital, Mariehamn, AX 22100, y el más alto AX 22950 para Jurmo.

### Åland y la UE
Åland celebró su propio referéndum sobre la adhesión a la Unión Europea el 20 de noviembre de 1994. La mayoría de los Ålandeses votó a favor de la adhesión, y siguió a Finlandia en la Unión en 1995. Un protocolo especial de Åland regula la posición de la región en la UE. Tiene algunas excepciones importantes, relativas al derecho de los no alandeses a poseer bienes inmuebles y al derecho de las empresas no alandesas a establecerse en la región, y a la legislación fiscal de la UE. Esta última excepción significa que Åland se considera un tercer país a efectos fiscales, lo que ha tenido el efecto más importante de permitir que continúe la rentable venta de mercancías exentas de impuestos en los transbordadores con destino y origen en Suecia y Finlandia. La adhesión a la UE es cuestionada por los alandeses, que se quedaron sin ninguna compensación por la transferencia de poder del autogobierno tanto a Finlandia como a la UE que supuso la adhesión, lo que ha contribuido a deteriorar las relaciones entre las autoridades de Åland y Finlandia.

### Desmilitarización

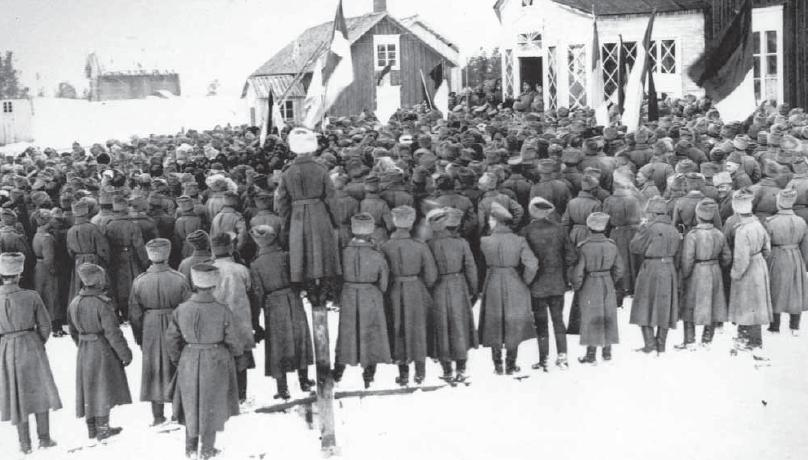
Tropas rusas en Dalkarby en la primavera de 1917 celebrando una reunión revolucionaria.

Åland ha sido desmilitarizada desde el final de la guerra de Crimea en 1856. Desde entonces, las tropas han residido allí solo durante las guerras mundiales. La desmilitarización de Åland ha sido acordada entre Finlandia, Alemania, Dinamarca , Suecia, Reino Unido, Francia, Italia, Letonia y Polonia en el acuerdo de 1922 sobre la no fortificación de las islas Åland. Además, la desmilitarización de las islas Åland se acordó por separado en 1940 entre Finlandia y la Unión Soviética. Ambos acuerdos prohíben a Finlandia construir cualquier equipo de defensa fijo, aeródromos militares u otro equipo diseñado para fines militares en la zona.
En estado de guerra, Finlandia tiene el derecho, según el acuerdo de 1922, de minar las aguas de Åland y de desplegar en la zona las fuerzas necesarias para contrarrestar un ataque que amenace su neutralidad. Sin embargo, el principio básico del acuerdo es que los poderes signatarios deben excluir a Åland de las hostilidades, incluso en tiempos de guerra. 
Aquellos locales con derechos patrios ahora están virtualmente exentos del servicio militar. En lugar del servicio militar, la Ley de Autonomía de Åland podría exigirles que presten servicio en una instalación de piloto y faro o en cualquier otro lugar de la administración civil, pero mientras no exista una ley específica a tal efecto, están exentos del servicio militar. La exención no se aplica a quienes se hayan trasladado a la provincia después de los 12 años. Sin embargo, algunos habitantes locales realizan el servicio militar como voluntarios, principalmente en la Brigada Uusimaa. Durante la Segunda Guerra Mundial, los alandeses en edad de trabajar eran marineros contratados como compensación por no haber estado involucrados en la guerra.

### La cuestión de la independencia de Åland
La independencia de Åland está impulsada por el partido «Futuro de Åland» dentro de la provincia . El objetivo de la independencia es salvaguardar la cultura de habla sueca de la provincia. El apoyo a la independencia ha alcanzado hasta el 10%.  El grupo futuro de Åland también ha buscado destacar las aspiraciones de independencia de otras regiones similares, como las Islas Feroe, como ejemplos para Åland.
Según el profesor Göran Djupsund, un error común entre los finlandeses de la Finlandia continental es pensar que a los alandeses les gustaría pertenecer a Suecia.  Sin embargo, el resultado de una encuesta publicada en enero de 2020 reveló que el 78% de los habitantes locales quieren mantener la provincia como una parte autónoma de Finlandia. Según la misma encuesta, el 9% de la población apoyaría la independencia de Åland y solo el 4% apoyaría la adhesión de Åland a Suecia.

## Geografía

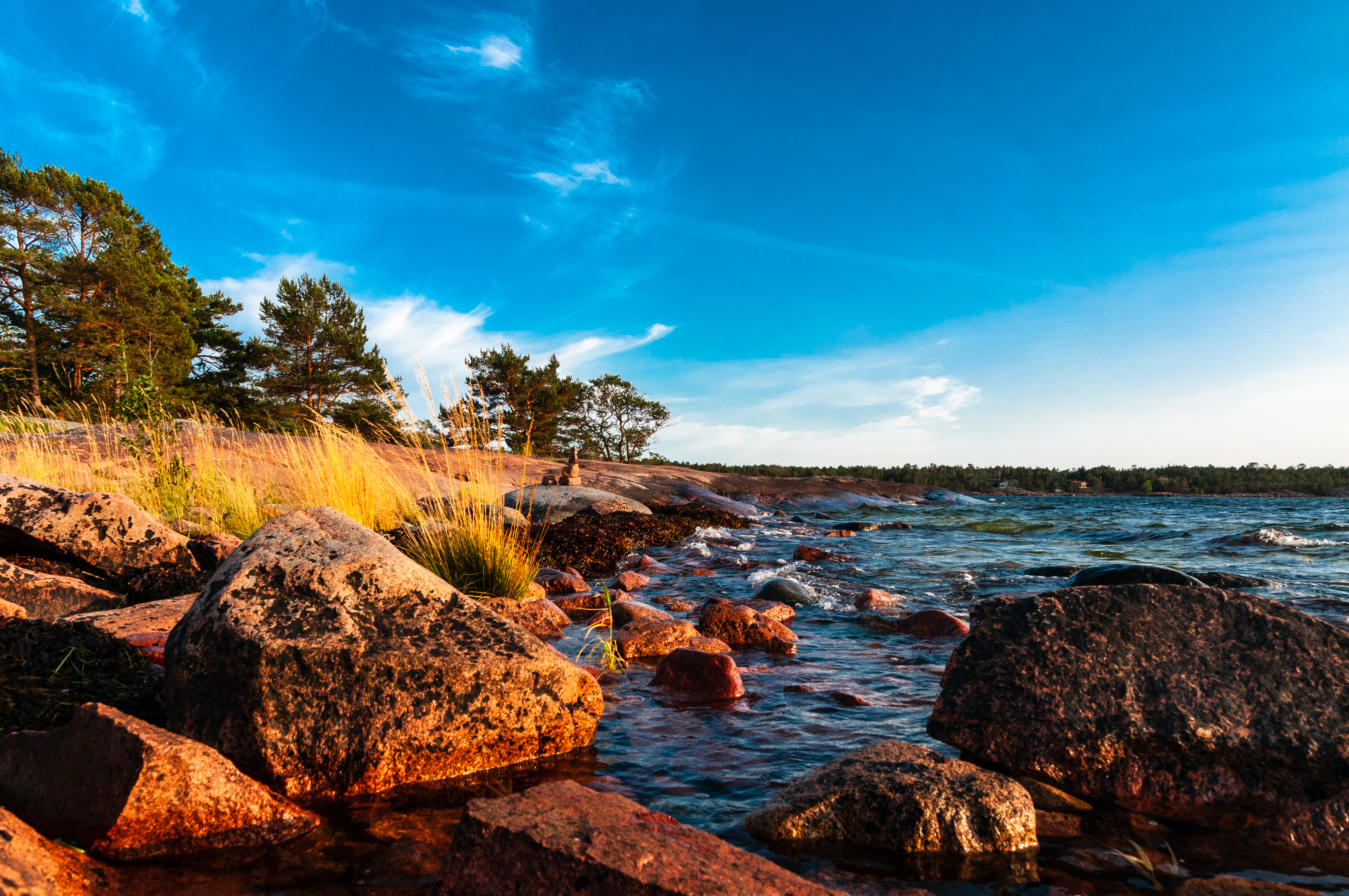
Paisaje de las Islas Aland

Las islas Åland ocupan una posición de importancia estratégica, ya que dominan una de las entradas al puerto de Estocolmo, así como los accesos al golfo de Botnia, además de estar situadas cerca del golfo de Finlandia. 
El archipiélago de Åland incluye casi trescientas islas habitables, de las cuales unas ochenta están habitadas; el resto son sólo unos 6.200 escollos y rocas desoladas. El archipiélago está conectado al archipiélago de Åboland en el este (finlandés: Turunmaan saaristo, sueco: Åbolands skärgård), el archipiélago adyacente a la costa suroeste de Finlandia. Juntos forman el mar del Archipiélago. Al oeste de Åland está el mar de Åland y al norte el mar de Bothnian.
La superficie de las islas es, en general, rocosa y el suelo poco denso, debido a la erosión de los glaciares al final de la última glaciación. En las islas también hay muchas praderas que albergan muchos tipos de insectos, como la mariposa fritillaria de Glanville. Hay varios puertos.
La masa terrestre de las islas ocupa una superficie total de 1.527 kilómetros cuadrados. El 90% de la población vive en Fasta Åland, donde se encuentra la capital, Mariehamn. Fasta Åland es la mayor isla del archipiélago. Su superficie es difícil de estimar debido a su forma irregular y su costa, pero las estimaciones oscilan entre 740 kilómetros cuadrados y 879 kilómetros cuadrados y más de 1.010 kilómetros cuadrados, dependiendo de lo que se incluya o excluya.
Durante la disputa de las islas Åland, las partes buscaron apoyo en diferentes mapas de las islas. En el mapa sueco, dominaba la isla principal más densamente poblada, y muchos skerries quedaban fuera. En el mapa finlandés, muchas islas menores o skerries tenían, por razones técnicas, un tamaño ligeramente exagerado. El mapa sueco hacía que las islas parecieran estar más cerca de la parte continental de Suecia que de Finlandia; el mapa finlandés destacaba la continuidad del archipiélago entre la isla principal y la parte continental de Finlandia, mientras que aparecía una mayor brecha entre las islas y el archipiélago en el lado sueco. Una de las consecuencias es el número de "más de 6.000" skerries que se repite a menudo y al que el resultado del arbitraje dio autoridad.

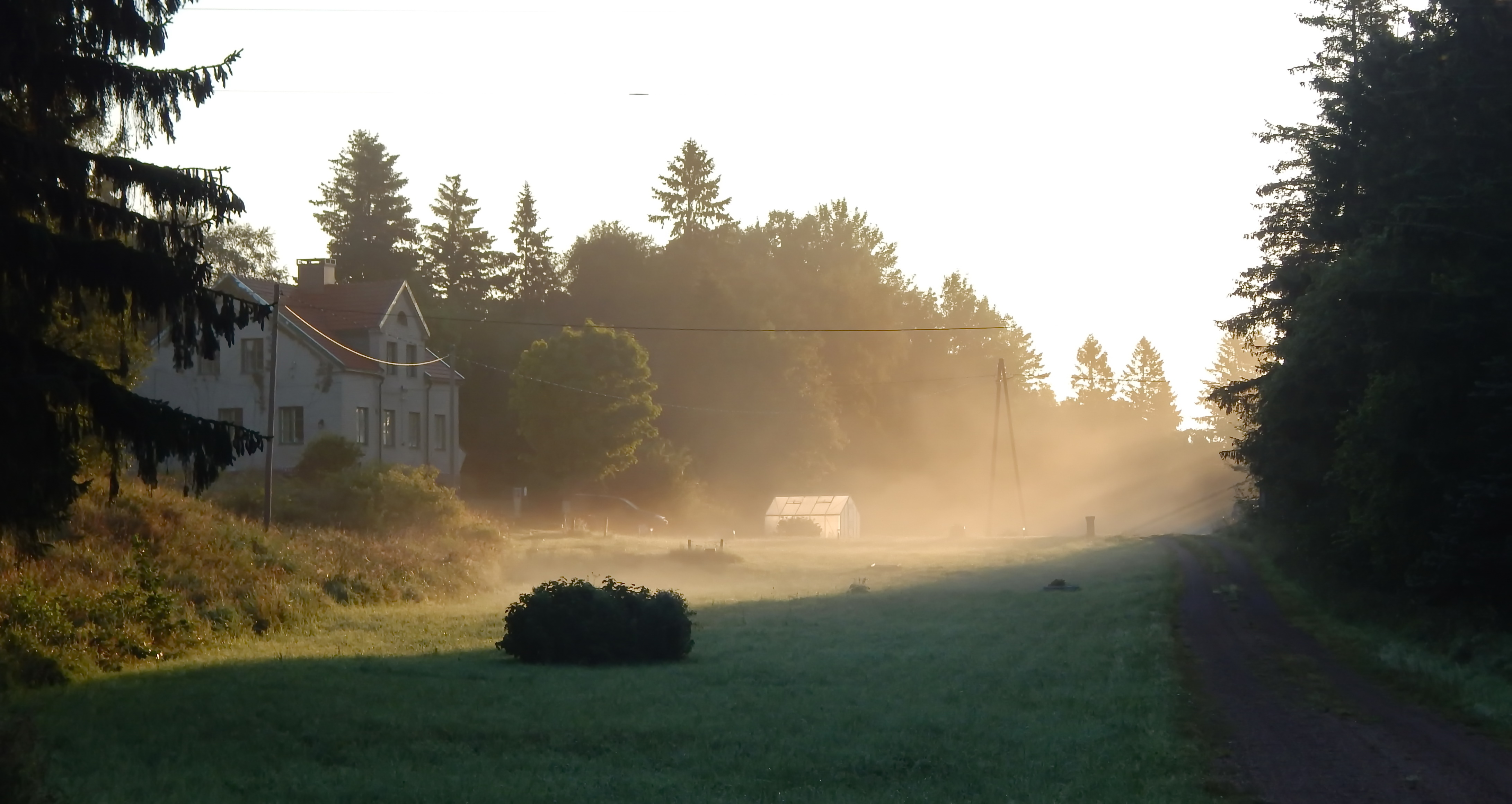
Kumlinge, Islas Aland

### Clima
Åland posee un clima oceánico subpolar con inviernos fríos con abundantes heladas y veranos frescos y en ocasiones cálidos. Las precipitaciones, que en invierno suelen ser en forma de nieve, están repartidas equitativamente a lo largo del año. La temperatura media es de 11 °C.
En invierno, las temperaturas son muy bajas, con una media de 0 °C en el día y de -4 °C en la noche. Los veranos son frescos, con una temperatura media de 14 °C, aunque ocasionalmente se pueden rebasar los 25 °C.

### Geología
Las islas de Åland están formadas en gran parte por rocas metamórficas e ígneas, que a menudo aparecen como afloramientos rocosos. Son de edad precámbrica (unos 1.600 millones de años) y pertenecen al Escudo Báltico. El gneis se encuentra principalmente en la parte oriental del archipiélago. En la isla principal y sus alrededores se encuentra sobre todo granito. Los geólogos conocen bien la variedad de granito rojizo Rapakiwi, presente en las islas y que también se encuentra con frecuencia en el norte de Alemania como restos glaciares.

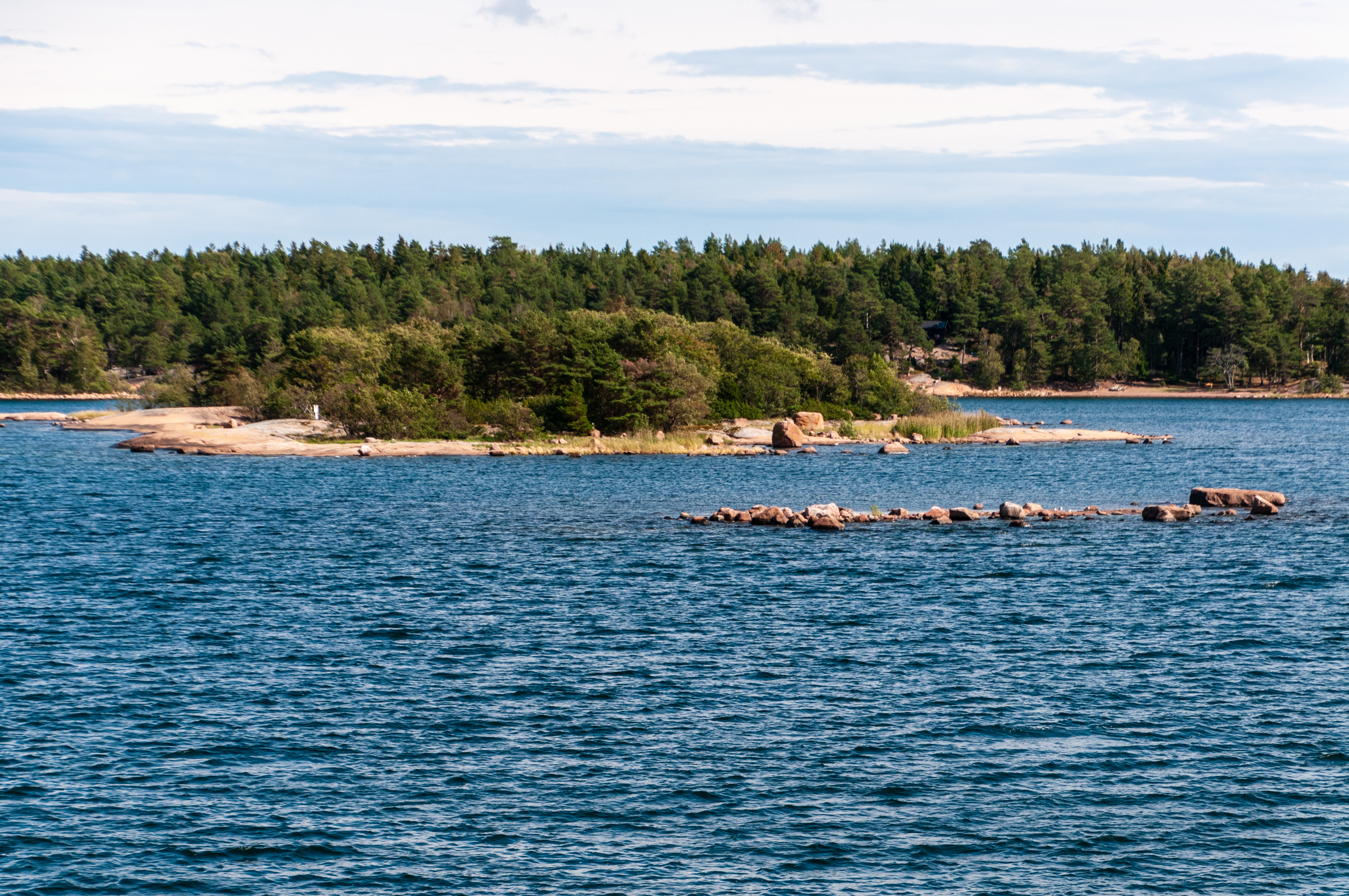
La Isla Föglö

El paisaje fue modelado por las glaciaciones de la Edad de Hielo. Son típicos los paisajes de mogotes redondeados y escolleras. Durante la última glaciación, las masas de hielo empujaron la tierra completamente por debajo del nivel del agua, de modo que cuando los glaciares se derritieron, las islas Åland quedaron casi completamente cubiertas por el agua. Desde hace unos 13.000 años, la tierra se ha ido elevando gradualmente del mar, empezando por el punto más alto de Åland, Orrdalsklint. Con el tiempo, la tierra siguió elevándose y se formaron más y más islas. Este proceso continúa hasta hoy: Åland se eleva del mar a un ritmo de unos siete milímetros al año.
En los lugares donde los depósitos marinos (en su mayoría arenas finas y limos) pudieron asentarse hasta alcanzar un mayor espesor (varios metros), la agricultura es posible tras el levantamiento de la tierra postglaciar. Las zonas donde los glaciares depositaron sedimentos finos sobre las rocas al derretirse también pueden utilizarse para la agricultura.
La teoría más aceptada (2006) indica que hace entre 1.500 y 1.600 millones de años, la región sufrió fenómenos extensionales durante los cuales el magma ultramáfico fluyó hacia arriba a través de fallas lístricas7. Este magma muy caliente habría fundido la corteza terrestre y se habría mezclado parcialmente con el magma granítico de anatexis obtenido tras esta fusión. El resultado habría sido, por un lado, el batolito granítico rapaviki y, por otro, vetas o inclusiones de rocas plutónicas máficas. El magma también habría sufrido diferenciación, dando lugar a la creación de anortosita y monzodioritas residuales, más ricas en sílice y más pobres en minerales ferromagnesianos.

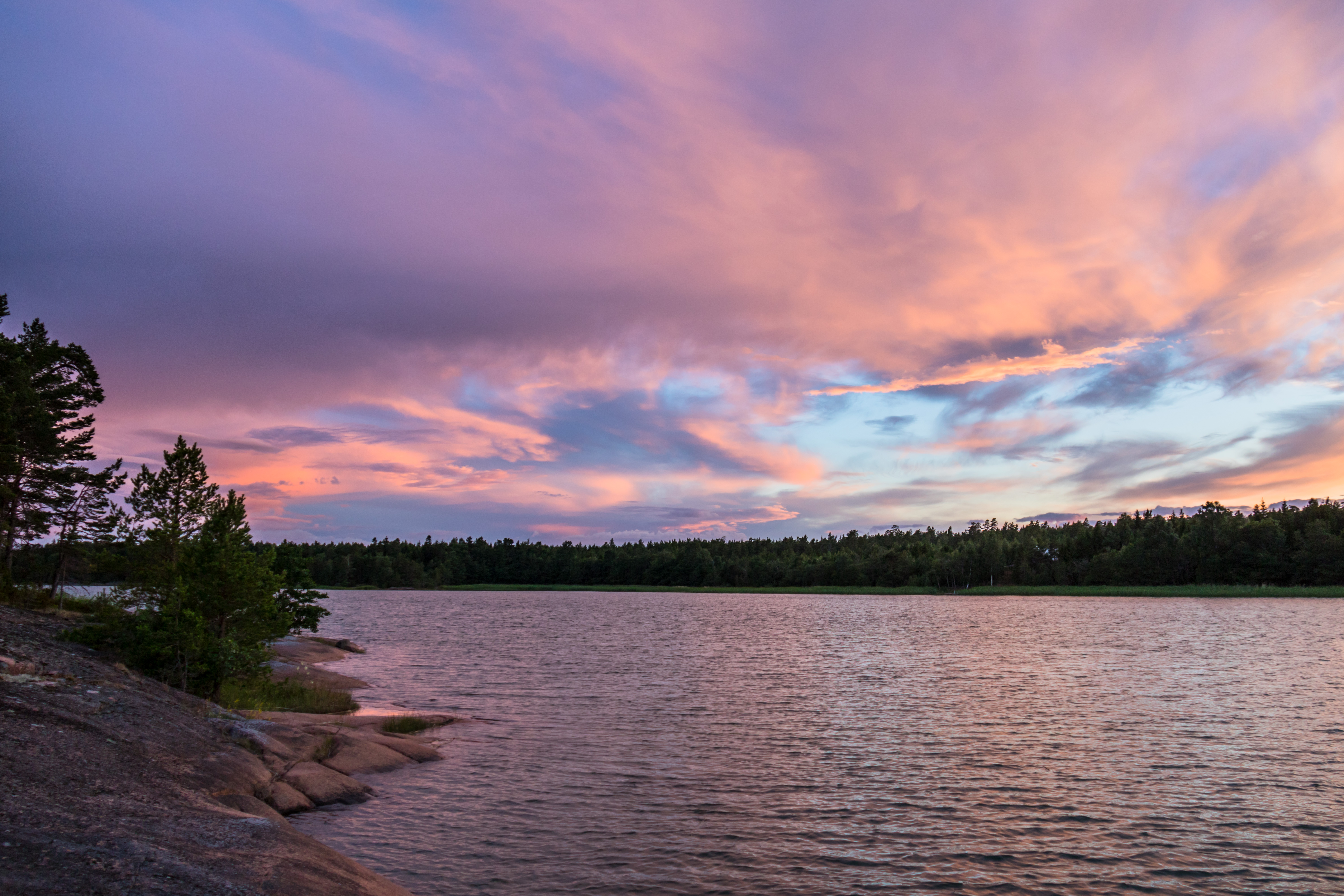
Costa de la isla de Andersö

Este antiguo basamento formado en el Precámbrico fue erosionado por las glaciaciones del Pleistoceno, limpiado en gran parte por el mar a principios del período postglaciar, y luego llevado a la superficie por el levantamiento epirogénico como resultado de la fusión de una considerable masa de hielo. La distribución anárquica de las islas se debe en parte a la ausencia de rocas metamórficas orientadas en esta parte del basamento precámbrico.
Los revestimientos morrénicos retirados por los glaciares fueron generalmente dispersados por las olas cuando la región aún estaba sumergida. Estos restos son muy reconocibles y fueron transportados a grandes distancias. Sin embargo, quedan algunos grupos de drumlins en el centro y el sur de Fasta Åland, la isla principal. La superficie de los granitos muestra estrías dejadas por la erosión glaciar que, aún hoy, permiten determinar la dirección del movimiento de los glaciares del Pleistoceno.
En el centro del archipiélago hay una extensión de agua casi circular de 9 km de diámetro llamada Lumparn, que es la huella del impacto de un meteorito.

## Economía
La economía de Åland está muy dominada por el transporte marítimo, el comercio y el turismo. El transporte marítimo representa alrededor del 40% de la economía, con varias compañías internacionales que son propiedad y están operadas desde Åland. La mayoría de las empresas, aparte del transporte marítimo, son pequeñas, con menos de diez empleados. La agricultura y la pesca son importantes en combinación con la industria alimentaria. Unas pocas empresas tecnológicas de alto nivel contribuyen a una economía próspera. La energía eólica se está desarrollando rápidamente, con el objetivo de invertir la dirección en los cables hacia el continente en los próximos años. En diciembre de 2011, la energía eólica representaba el 31,5% del consumo total de electricidad de Åland. Uno de los hoteles turísticos más importantes de Åland es el Hotel Arkipelag, situado al este del centro de la ciudad de Mariehamn.

Los principales puertos son el puerto occidental de Mariehamn (al sur), Berghamn (al oeste) y Långnäs, en la costa oriental de la isla principal. Fasta Åland tiene las únicas cuatro autopistas de Åland: La autopista 1 (de Mariehamn a Eckerö), la autopista 2 (de Mariehamn a Sund), la autopista 3 (de Mariehamn a Lumparland) y la autopista 4 (de Finström a Geta), Mariehamn fue la base de los últimos grandes veleros comerciales del mundo. 

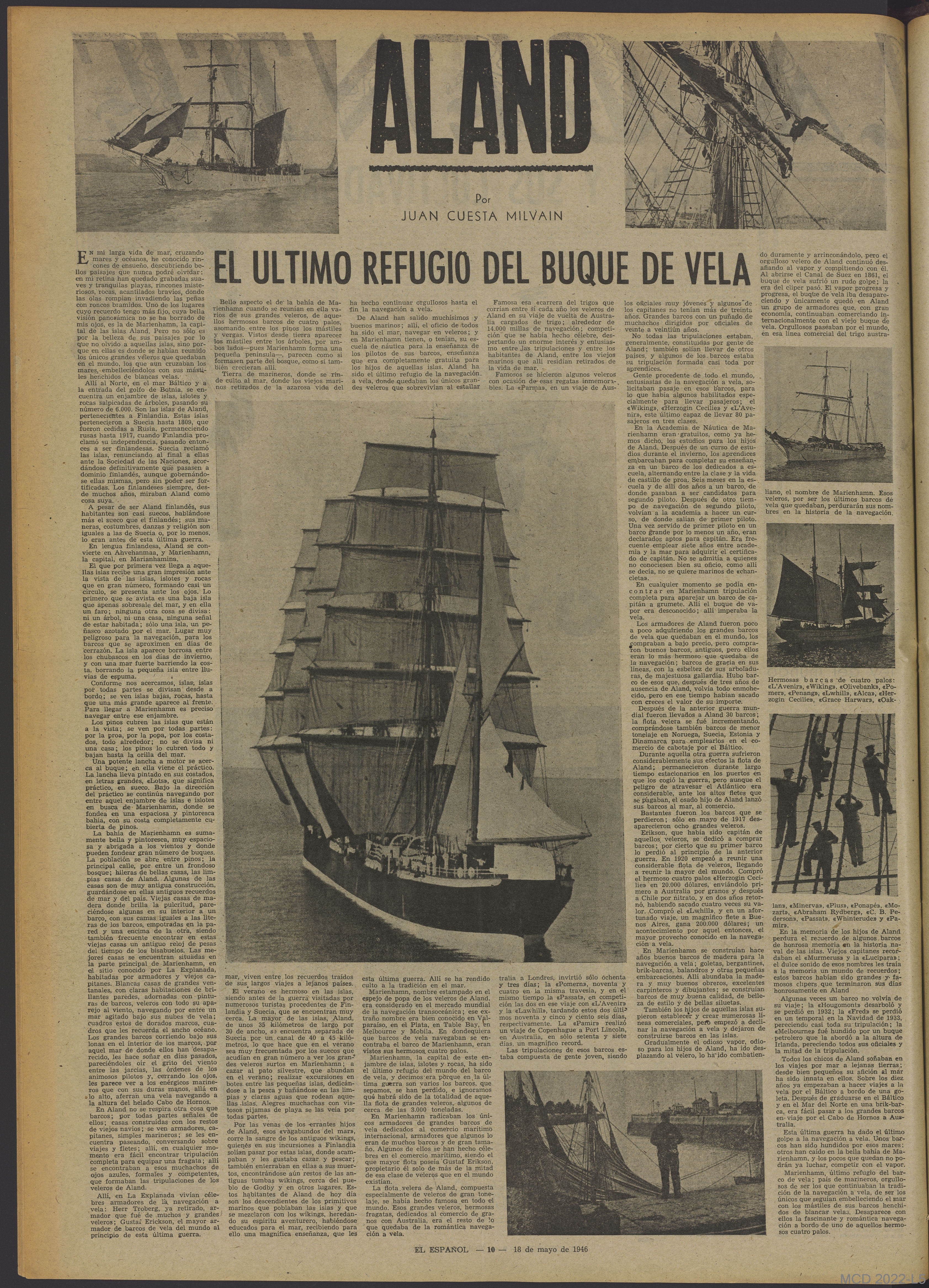
periódico "EL ESPAÑOL" (1946-05-18, pág.10)

 Sus últimas tareas consistían en llevar trigo australiano al Reino Unido, un comercio que el armador de Åland Gustaf Erikson mantuvo hasta 1947. Los barcos sólo hacían un viaje de ida y vuelta de Australia del Sur al Reino Unido al año (la carrera del grano), y después de cada viaje maratoniano volvían a Mariehamn para descansar unos meses. El Pommern, que ahora es un museo en Mariehamn, fue uno de estos últimos barcos.

La supresión de las ventas libres de impuestos en los transbordadores que viajan entre destinos de la Unión Europea hizo que Finlandia exigiera una excepción para las islas Åland en las normas del impuesto sobre el valor añadido de la Unión Europea. La excepción permite mantener las ventas libres de impuestos en los transbordadores entre Suecia y Finlandia (siempre que paren en Mariehamn o Långnäs) y en el aeropuerto, pero también ha convertido a Åland en una zona fiscal diferente, lo que significa que deben aplicarse aranceles a las mercancías que llegan a las islas. Dos millones de personas visitan las islas de Åland cada año, pero la mayoría sólo durante unas horas antes de que el ferry regrese de nuevo, o los pasajeros cambien de barco. El desempleo era del 3,9% en enero de 2014.

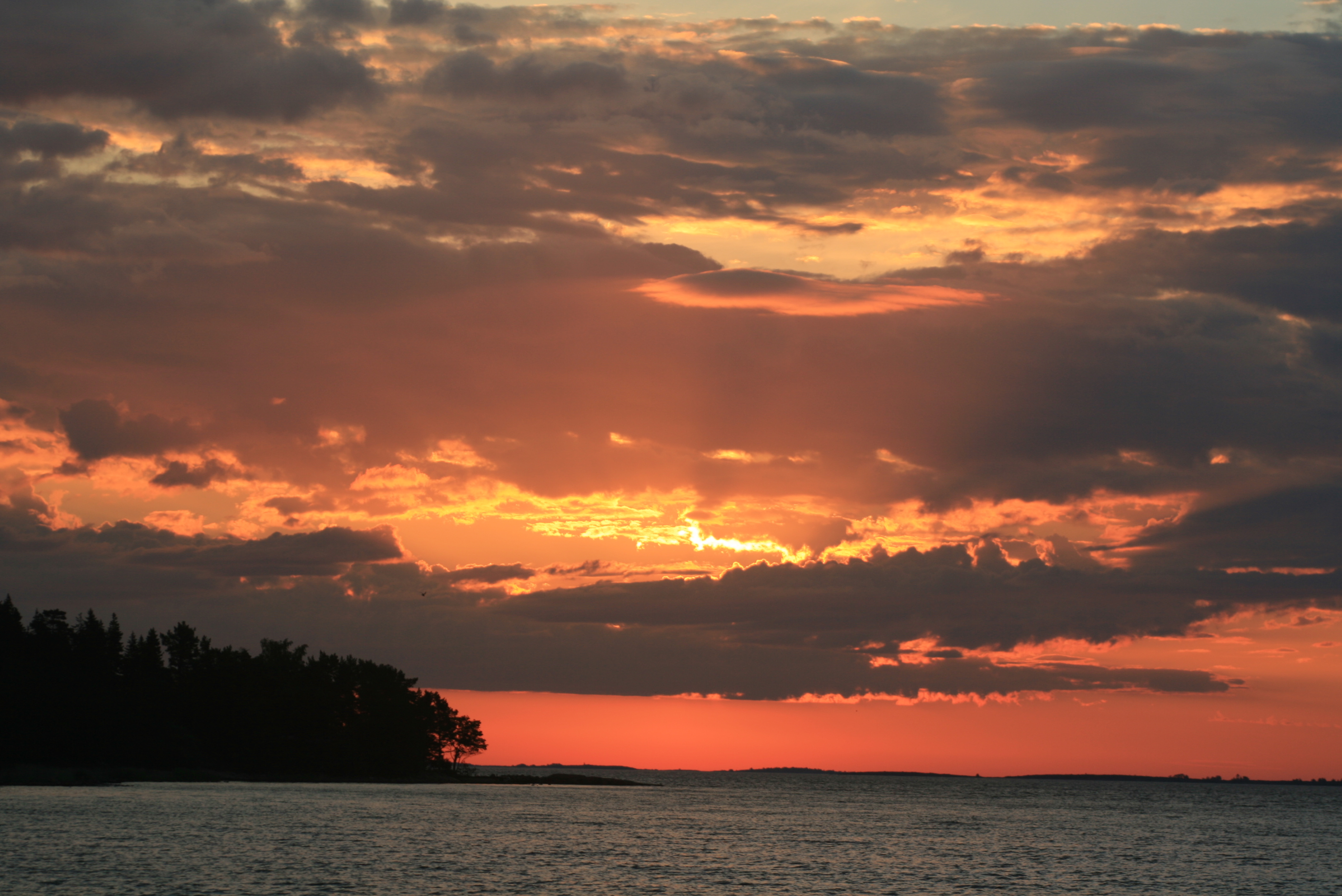
El Turismo es una actividad importante en la región

El Estado finlandés también recauda impuestos, derechos y tasas en Åland. A cambio, el Gobierno finlandés pone una cantidad de dinero a disposición del Parlamento de Åland. La suma es el 0,5% del total de los ingresos del Estado, excluyendo los préstamos del Gobierno. Si la suma pagada al Estado finlandés supera el 0,5%, cualquier cantidad superior vuelve al Parlamento de Åland como "dinero de la diligencia" En 2010 el importe de los impuestos pagados por los isleños de Åland comprendía el 0,7% del total de los impuestos pagados en Finlandia.

Según Eurostat, en 2006 Åland era la vigésima región más rica de las 268 de la Unión Europea, y la más rica de Finlandia, con un PIB por habitante un 47% superior a la media de la Unión Europea. El Banco de Åland tiene su sede en la isla. 

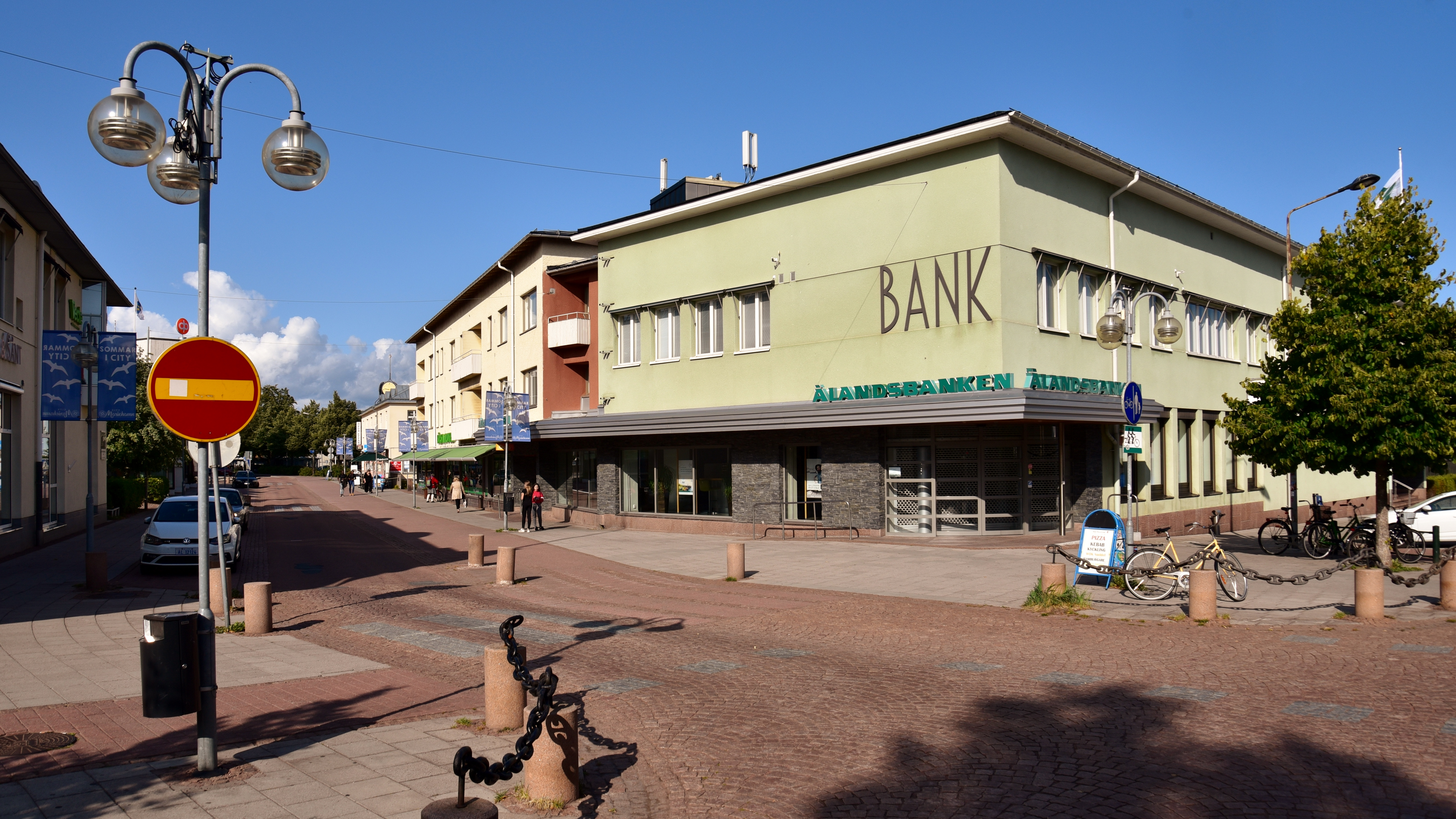
Banco de Aland

 El euro es la única moneda de curso legal (como en el resto de Finlandia), aunque la mayoría de las empresas de Åland aceptan extraoficialmente la Corona sueca.

### Turismo
Los lugares de interés de la región incluyen la Casa de la Cultura de Åland, el Museo de Åland , el Museo Marítimo de Åland y el barco museo Pommern en Mariehamn, el Museo de Caza y Pesca de Åland y Eckerö Post and Customs House en Eckerö, las ruinas de la Fortaleza de Bomarsund, el Castillo de Kastelholm y el castillo de Jan Karlsgån.
La iglesia de Jomala es la iglesia parroquial de piedra más antigua de Finlandia y el edificio de piedra más antiguo.  Las iglesias de Eckerö, Finström, Föglö, Geta, Hammarland , Kumlingen , Kökari , Lemland , Saltvik , Sund y Vårdö también son iglesias medievales de piedra. Además, Lemland tiene la Capilla Lemböt , una ruina de una iglesia de piedra medieval. Brändön , Lumparland y Sottungalas posee iglesias que están construidas de madera. La Iglesia de San Jorge y la Iglesia de San Martín, construidas en 1969, se encuentran en Mariehamn.

## Demografía
La mayoría de los habitantes hablan sueco (la única lengua oficial) que es un 
93,5% de la población en 2001, si bien hay también una minoría de hablantes de finés. En el resto de Finlandia, tanto el finés como el sueco son idiomas oficiales. La inmensa mayoría de la población, 78,3 %, pertenece a la Iglesia Evangélica Luterana de Finlandia, una de las dos confesiones oficiales del país. 
La cuestión de la etnia a la que pertenecen los habitantes de las Åland y la correcta clasificación lingüística de su idioma siguen siendo motivo de controversia. Se pueden considerar étnicamente como suecos, o sueco-finlandeses; sin embargo, su lengua es más próxima a los dialectos de Suecia que a los dialectos de la Finlandia sueca.

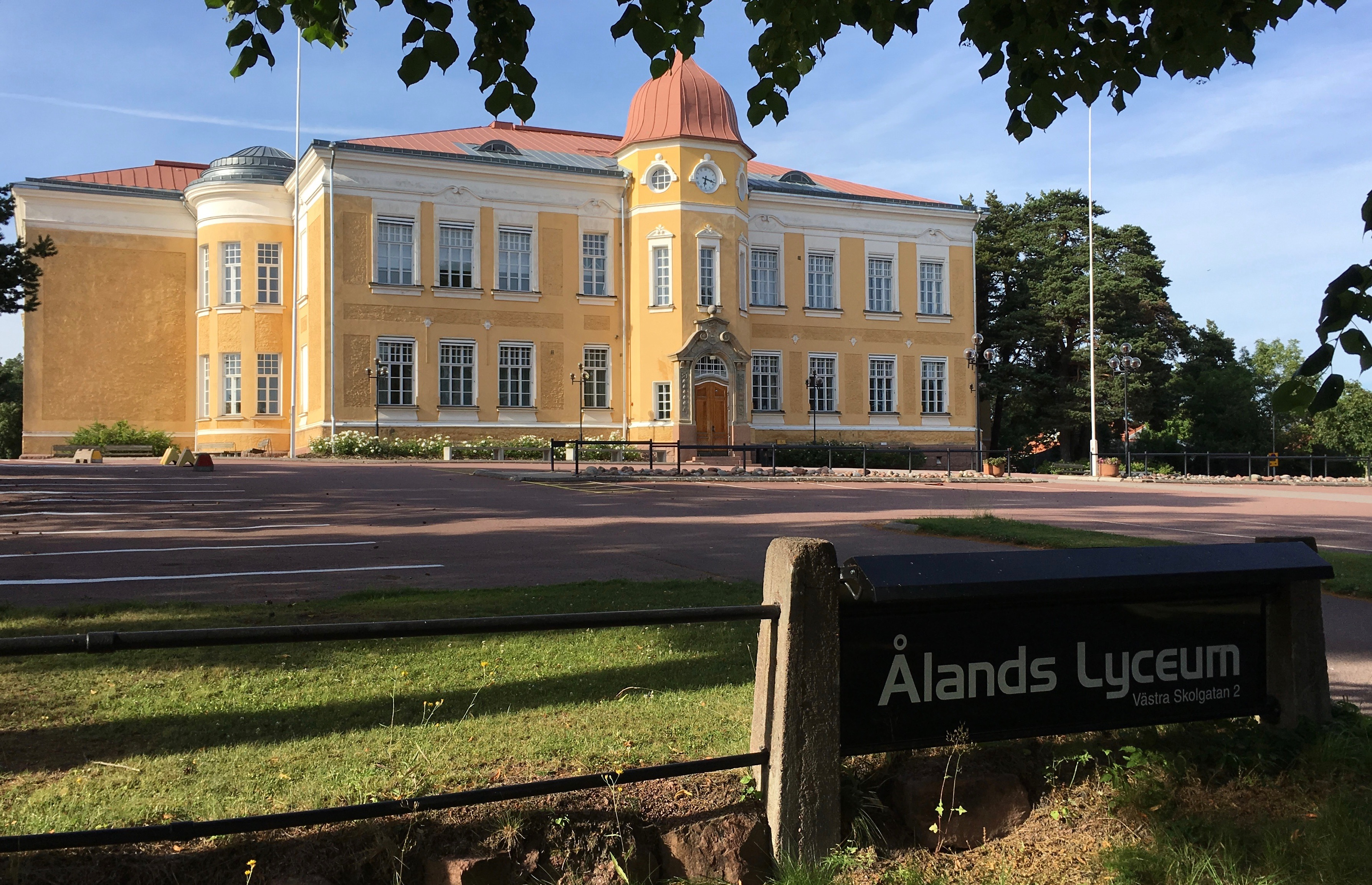
Aland Lyceum, una escuela local

### Educación
En 2010, había 22 escuelas primarias en Åland. Ocho de ellos abarcaban tanto la secundaria superior como la inferior, dos eran escuelas secundarias superiores y 12 eran escuelas primarias (grados 1 a 6). Para los estudios posprimarios, se puede elegir el instituto tradicional de Ålands Lyceum o el instituto profesional de Åland, que ofrece una doble titulación en bachillerato y estudios profesionales. De ellos, el Liceo de Åland es un instituto relativamente grande; según las estadísticas de 2018 de la administración educativa, hasta 432 alumnos de bachillerato estudiaron en él. La Universidad de Ciencias Aplicadas de Åland imparte clases a unos 600 alumnos, en las ramas marítima, mecánica, eléctrica, informática, finanzas, hostelería y sanidad.
El idioma finés ha sido una asignatura obligatoria en el segundo ciclo de secundaria, pero optativa en la escuela primaria; sin embargo, el 80% de los alumnos la han elegido. En 2006 se propuso eliminar la obligatoriedad de la lengua finlandesa en la enseñanza secundaria superior.

## Cultura
El solsticio de verano es una celebración importante en Åland. Se construyeron monumentos para el solsticio de verano en casi todas las aldeas. Cada pueblo tiene su propio modelo de cartera tradicional. 
El pescado, especialmente el arenque, es la base de la cultura alimentaria tradicional de Åland. El arenque se pesca en otoño y se sala durante el invierno. El pan negro regional de Åland es muy adecuado para el pescado salado. También se crían ovejas en el archipiélago. El panqueque de Åland contiene papilla y cardamomo. 
En 1999, se examinó la identidad de los habitantes locales. En una escala de 0-4, los encuestados sintieron que eran más de las Islas Aland (promedio 3.4 puntos), luego nórdicos (2.4), finlandeses (2.1), finlandeses-suecos (1.7) y europeos (1.5).

### Literatura
Las escritoras más famosas de Åland son Anni Blomqvist, conocida por su serie de cinco volúmenes Stormskärs-Maja, Sally Salminen, cuya obra más conocida es la novela de 1936 Katrina, y Ulla-Lena Lundberg, que ha descrito su Kökar natal. Todas estas obras están ambientadas en Åland.
La película de drama histórico de 2016 La novia del diablo, dirigida por Saara Cantell, se desarrolla en el siglo XVII en Åland durante la caza de brujas. Ganó el premio a la mejor película de habla no inglesa en el Festival de Cine Femenino de Toronto en 2017. Además, una película de drama de 2013, Disciple, dirigida por Ulrika Bengts, se ambienta en Åland.

### Deporte
La Confederación Deportiva de Åland es la organización paraguas del deporte, equivalente a la Confederación Deportiva Nacional de Suecia o al Deporte de Finlandia. La Federación Deportiva representa a los deportes de Åland en todos los contextos nórdicos y es el máximo organismo deportivo de Åland.

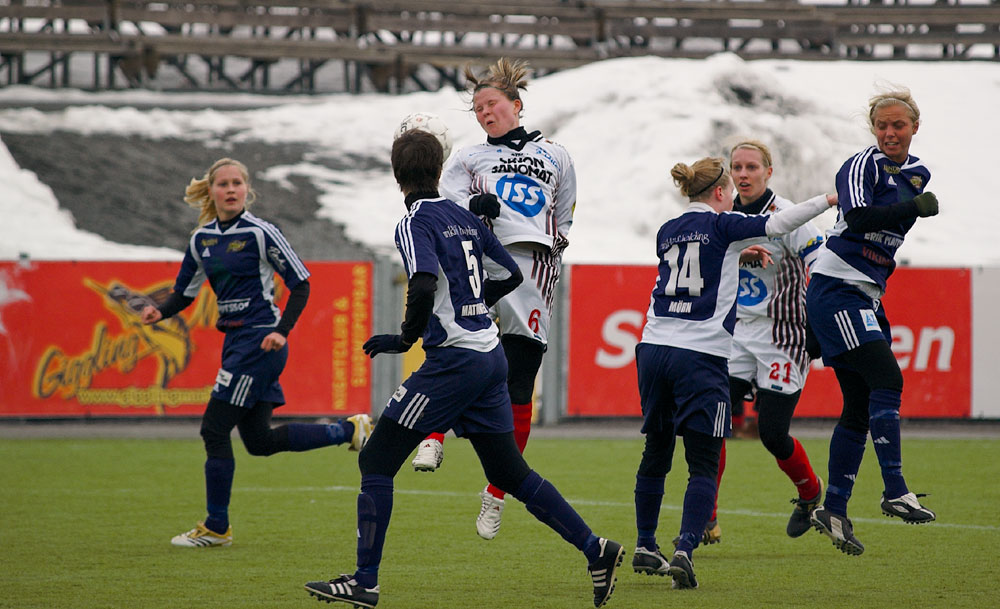
El equipo local Åland United

Åland no tiene su propia selección nacional (aunque sí posee una selección regional) y no es miembro de ninguna federación deportiva internacional; en términos deportivos, Åland se considera parte de Finlandia. Esto también se aplica en Finlandia, donde los equipos de Åland participan en las ligas finlandesas.
La Federación de Deportes de Åland fue creada en 1995 por las organizaciones deportivas de entonces y por iniciativa del Gobierno Provincial de Åland. En 1999, la Federación de Deportes se hizo cargo de la distribución de los fondos deportivos del Gobierno Provincial de Åland. Esto se hizo en relación con una actualización de la Ley del Deporte de Åland. Según la Federación Deportiva de Åland, más de 13.500 personas participan regularmente en el deporte organizado, lo que hace que el deporte sea, con mucho, el mayor movimiento popular de Åland.
El IFK Mariehamn tiene varias secciones. La sección de fútbol masculino del club jugó su primera temporada en la máxima liga finlandesa en 2005. El IFK Mariehamn se proclamó campeón de Finlandia por primera vez en la temporada 2016. Otros clubes de fútbol que han tenido éxito son el Åland United, que ganó la máxima categoría femenina, la serie FM, en 2009 y se clasificó para la Liga de Campeones Femenina de la UEFA en 2010.
Janne Holmén, que se proclamó campeón de Europa de maratón en 2002, también es de Åland, y el Club de Deportes de Potencia de Åland es uno de los más exitosos del país. Entre otras cosas, el levantador de potencia del club, Kenneth Sandvik, ha batido dos veces el récord mundial de press de banca.
Åland acogió los Juegos Internacionales de las Islas en 1991 y 2009. También se celebró allí el Campeonato Mundial de fútbol Femenino de 1997. El Åland Stags es el único club de rugby de las islas.

### Heráldica
El escudo de armas de Åland presenta un ciervo rojo dorado sobre un campo azul. El escudo actual de las Islas Åland se concedió originalmente a la provincia insular de Öland en 1560, con un ciervo rojo dorado sobre un campo azul.

### Medios de Comunicación
Ålands Radio och TV Ab es responsable de las operaciones de radio y televisión de Åland.  Esta sociedad limitada propiedad del gobierno provincial de Åland decide qué canales de radio y televisión se emitirán en Åland. La Red de multiplexación de televisión mostrada incluye a YLE TV1 , YLE TV2 y YLE Theme & Femin.
En 2009 se estudió la audiencia de varios canales de televisión. Entre el 70% y el 90% de los encuestados veían canales de televisión suecos o en sueco. Más del 40% de los encuestados veían el canal en sueco Yle, mientras que el resto veía canales finlandés incluyendo TV1, TV2 y MTV3 . 
Los habitantes locales no están sujetos a impuestos de radiodifusión . En cambio, Åland tiene su propia tarifa de televisión ( televisionsavgift ).  En 2017, el gobierno provincial propuso un llamado un impuesto a los medios ( medieskatt ) para reemplazar la tarifa de televisión. El impuesto propuesto de 110 € se aplicaría a cualquiera que gane más de 14.800 € al año. La propuesta se aprobó y se aplica no solo a los particulares sino también a las empresas. 
El periódico Ålandstidningen se publica tres veces por semana.  Nya Åland se publica siete veces por semana: en papel durante la semana y como revista electrónica los fines de semana. 
Posten Åland emite sus propios sellos además de la entrega de correo normal.

## Transporte
Åland y la parte continental de Finlandia se consideró en el suroeste de Finlandia en la década de 1960.
El aeropuerto de Mariehamn es el único aeropuerto de Åland para uso comercial. Se encuentra en el municipio de Jomala, a tres kilómetros al norte del centro de Mariehamn . En 2015, alrededor de 42.000 pasajeros pasaron por el aeropuerto en vuelos domésticos y 17.000 pasajeros en tráfico internacional.  Åland también tiene el aeropuerto de Kumlingen . 

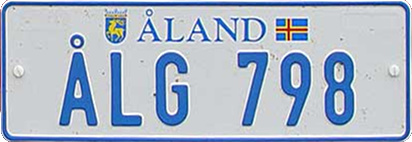
Ejemplo de matrícula de un vehículo en Åland.

La terminal de barcos de pasajeros de Mariehamn se encuentra en el puerto occidental de la ciudad , a aproximadamente 1 km del centro de la ciudad. Por la noche, grandes ferries de pasajeros entre Suecia y Finlandia paran en el puerto de Långnäs , a unos 30 kilómetros al este de Mariehamn, en lugar de Mariehamn. La tercera terminal de pasajeros es Berghamn Harbour en Eckerö. 
Los faros de Åland son Bogskär, Flötjan, Gustaf Dalén, Kökarsören, Lågskär, Marhällan, Märket y Sälskär. El faro de Nyhamn ya no está en funcionamiento. 
Hay un servicio de autobús local gratuito a Mariehamn. También hay cinco rutas de autobús diferentes a diferentes partes de la isla principal de Åland. 
En los ferries del archipiélago de Ålandstrafiken , las personas y las bicicletas viajan de forma gratuita, pero el transporte por motor está sujeto a un pago. En verano, también hay transbordadores especiales para bicicletas. La Ruta del Archipiélago del Norte conduce desde Kumlinge a través de los archipiélagos de Brändö y Kumlinge hasta el puerto de Vårdö Hummelvik . La ruta de ferry del archipiélago sur va desde el puerto de Galtby en Korpo a través de los puertos de Kökari , Sottunga y Föglö Överö hasta el continente Åland hasta el puerto de Långnäs en Lumparland. El canal de Lemström conecta Lumparn y Slemmern, al este de Mariehamn.

## Energía
La empresa de energía local Kraftnät Åland AB tiene un monopolio legal temporal sobre la principal red de transporte de electricidad en Åland , que también es de su propiedad. Kraftnät Åland opera la red eléctrica y proporciona servicios de transmisión de electricidad en Åland. Fundada en 1997, propiedad principalmente de la provincia y los municipios, Kraftnät Åland puede considerarse una organización sin fines de lucro cuyos ingresos provienen principalmente de los servicios de transmisión, pero también de los servicios de balance y la venta de derechos de emisión no utilizados y el alquiler de fibra. Como respaldo, Kraftnät Åland puede utilizar su planta de turbinas de gas de 20 megavatios, que puso en marcha en 2005. Además, la compañía tiene un acuerdo con Mariehamns Energi Ab para utilizar toda su capacidad de reserva de energía, un total de 48 megavatios.
La mayor parte de la electricidad de Åland proviene de Suecia a través de un cable de CA de 80 megavatios propiedad de Kraftnät Åland desde el 2000, y Åland es parte de la red eléctrica sueca.  Para casos de emergencia, se construyó un nuevo cable submarino Åland-Naantali entre Åland y Finlandia continental , que se completó en 2015 y se extiende por el lecho marino a 160 kilómetros de Jomala a Naantali . Åland también tiene algunas plantas de turbinas de gas antiguas para emergencias. La conexión del cable submarino es de respaldo, pero se intentará que esté parcialmente disponible en el mercado en 2016. Según los acuerdos, la conexión del cable submarino no se puede utilizar para vender parques eólicos excedentes, pero la electricidad excedente se puede vender a Suecia. 
En 2015, alrededor del 20 por ciento de la energía utilizada en Åland fue generada por energía eólica. Aunque se proyecto que el número crezca hasta el 70 por ciento.